# Boarmia eosaria
Boarmia eosaria är en fjärilsart som beskrevs av Walker 1862. Boarmia eosaria ingår i släktet Boarmia och familjen mätare. Inga underarter finns listade i Catalogue of Life.